# Papyrus 24
Papyrus 24 (in de nummering van Gregory-Aland),of {\displaystyle {\mathfrak {P}}}24>, is een vroege kopie van het Griekse Nieuwe Testament. Het is een handschrift op papyrus van het boek Openbaring van Johannes, 5:5-8; 6:5-8. Op grond van schrifttype wordt het manuscript gedateerd in het begin van de vierde eeuw.

## Beschrijving
Oorspronkelijk was het geschreven op een groot blad van ongeveer 19 x 28 cm).
Het is het oudste handschrift dat we kennen met de tekst van Openbaring 5-6. Het gebruikt de letter Ζ for επτα (seven).
De Griekse tekst van deze codex is een vertegenwoordiger van de Alexandrijnse tekst (eigenlijk proto-Alexandrijns). Aland plaatst het in Categorie I. Het handschrift toont verwantschap met de tekst van Papyrus 18, Papyrus 47, and Codex Sinaiticus, maar het fragment is te klein om een goede beoordeling van overeenkomsten met andere handschriften te geven.
Papyrus 24 wordt op dit moment bewaard op het Franklin Trask Library Andover Newton Theological School (OP 1230) in Newton, Massachusetts.